# Helmut Jäger
Helmut Jäger (* 27. Juni 1923 in Biedenkopf; † 16. April 2017 in Würzburg) war ein deutscher Humangeograph.

## Leben
Helmut Jäger studierte an der Universität Göttingen 1945 bis 1951 Geographie, Geschichte, Ethnologie, Germanistik und Philosophie. Er schloss sein Studium mit dem Staatsexamen für das Lehramt an Gymnasien ab und promovierte zum Doktor der Philosophie.
1956 erhielt er seine Habilitation an der Würzburger Universität. Nachdem er 1961 zum außerplanmäßigen Professor in Göttingen berufen worden war, war er von 1963 bis 1991 ordentlicher Professor für Kulturgeographie an der Universität Würzburg.

## Auszeichnungen
- Ehrenmitglied der Royal Irish Academy (1990)
- korrespondierendes Mitglied der Königlich Schwedischen Gelehrsamkeits-, Geschichts- und Antiquitätenakademie (1992)
- auswärtiges Mitglied der Akademie gemeinnütziger Wissenschaften zu Erfurt (1992)
- Robert-Gradmann-Medaille der Deutschen Akademie für Landeskunde (1996)

## Werke
- Historische Geographie. Westermann, Braunschweig 1969.
- Entwicklungsprobleme europäischer Kulturlandschaften. Wissenschaftliche Buchgesellschaft, Darmstadt 1987.
- Irland (= Wissenschaftliche Länderkunden. Bd. 34). Wissenschaftliche Buchgesellschaft, Darmstadt 1990, ISBN 3-534-07619-2.
- Einführung in die Umweltgeschichte. Wissenschaftliche Buchgesellschaft, Darmstadt 1994, ISBN 3-534-11366-7.